# Timmerö
Södra Timmerö var en gård i Åsbo socken, Boxholms kommun. Timmerö har åtminstone sedan 1638 delats upp i norra och södra. Numer är Timmerö en del av Boxholms tätort.

## Södra Timmerö

### Torp och backstugor

#### Lövhagen
Var ett soldattorp 145
- Mostugan
- Svenstorp
- Svennebo